# 大平房站
大平房站是一个锦承线上的铁路车站，位于辽宁省朝阳市龙城区大平房镇，建于1934年，目前为四等站，邮政编码为122635。目前客运：办理旅客乘降；行李、包裹托运；货运：办理整车货物发到。